# Орот
Орот (рос. Орот) — улус Кіжингинського району, Бурятії Росії. Входить до складу Сільського поселення Нижньокодунський сомон.
Населення — 313 осіб (2015 рік).